# Athetis melanomma
Athetis melanomma är en fjärilsart som beskrevs av George Francis Hampson 1920. Athetis melanomma ingår i släktet Athetis och familjen nattflyn. Inga underarter finns listade i Catalogue of Life.